# パラレルス
パラレルス (Parallels) は、アメリカワシントン州に本拠を置くソフトウェア会社である。OS仮想化ソフトのParallels Virtuozzo Containersやホスティング向けコントロールパネルのParallels Plesk Panelなどを開発・販売している。
かつての社名は SWsoftで、Parallels, Inc. はその子会社だったが、2008年、SWsoftが Parallels, Inc. に社名変更した。

## 沿革
- 2000年 Plesk ホスティングパネルをリリース
- 2001年 Virtuozzo ― Linux向けOS仮想化ソフトをリリース
- 2001 HSPcompleteをリリース
- 2003年 PEMをリリース
- 2004年 Plesk 7.0 をリリース
- 2004 Virtuozzo for Windows をリリース
- 2004 SiteBuilder をリリース
- 2007年12月 - 2008年に「Parallels」へ社名変更することを発表。
- 2018年12月 - カナダの大規模なソフトウェアメーカー、コーレルに買収される[1]。

## 主要製品
- Parallels Desktop
- Parallels Workstation
- Parallels Cloud Server
- Parllels Virtuozzo Containers
- Parllels Plesk Panel
- Parallels Automation